# Rosa persica
Rosa persica är en rosväxtart som beskrevs av André Michaux och Johann Friedrich Gmelin. Rosa persica ingår i släktet rosor, och familjen rosväxter. Inga underarter finns listade i Catalogue of Life.

## Bildgalleri

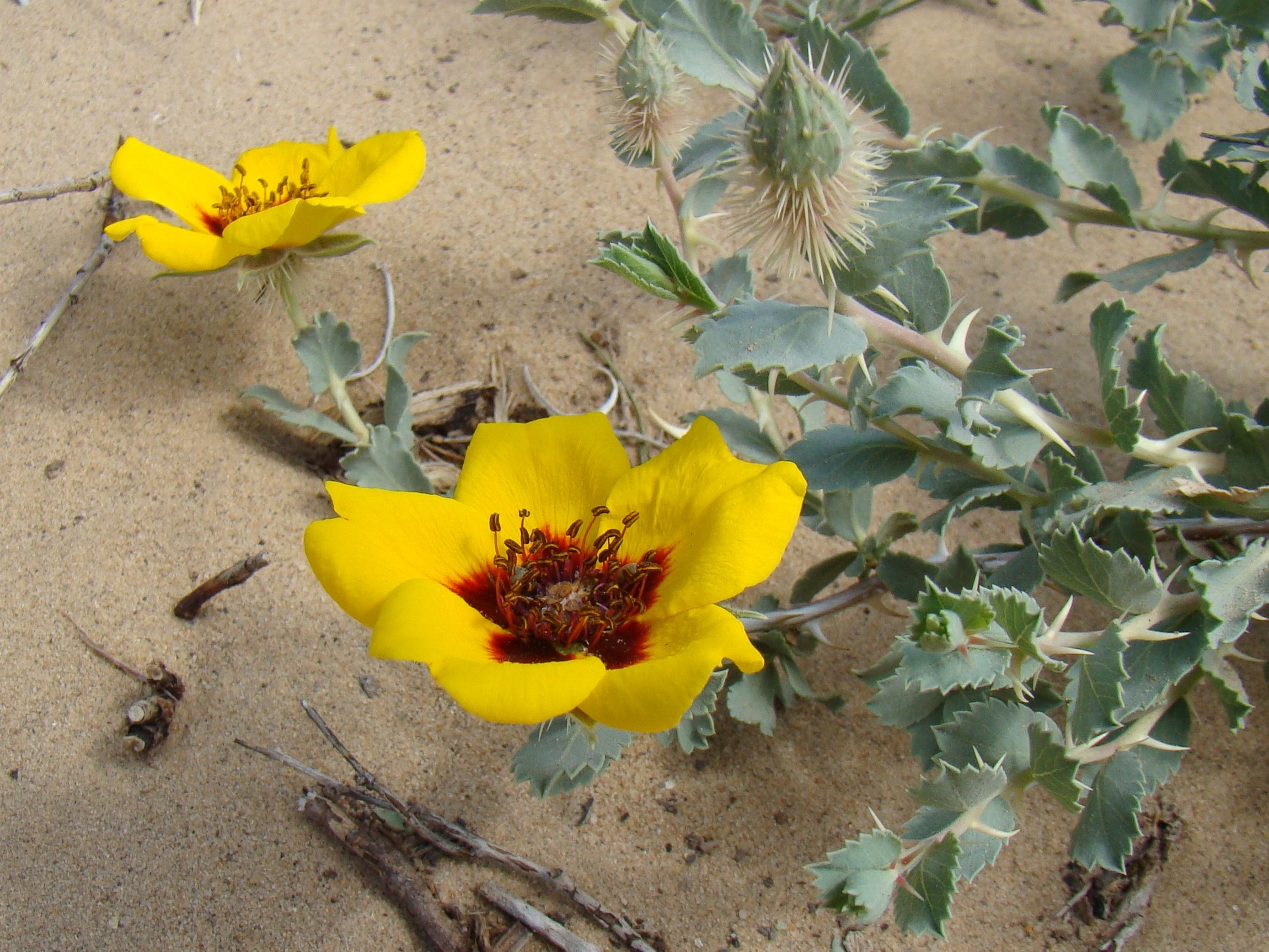
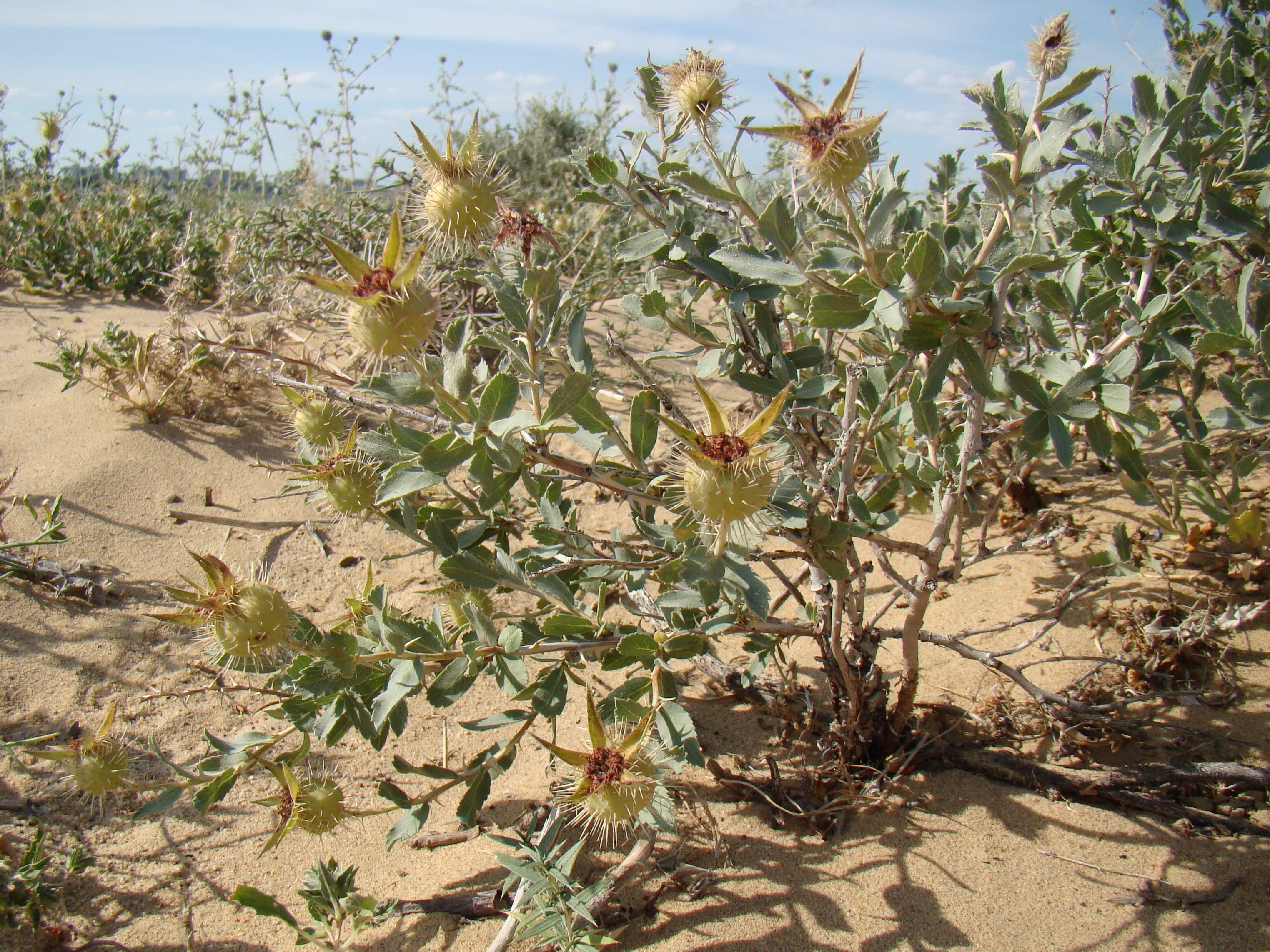
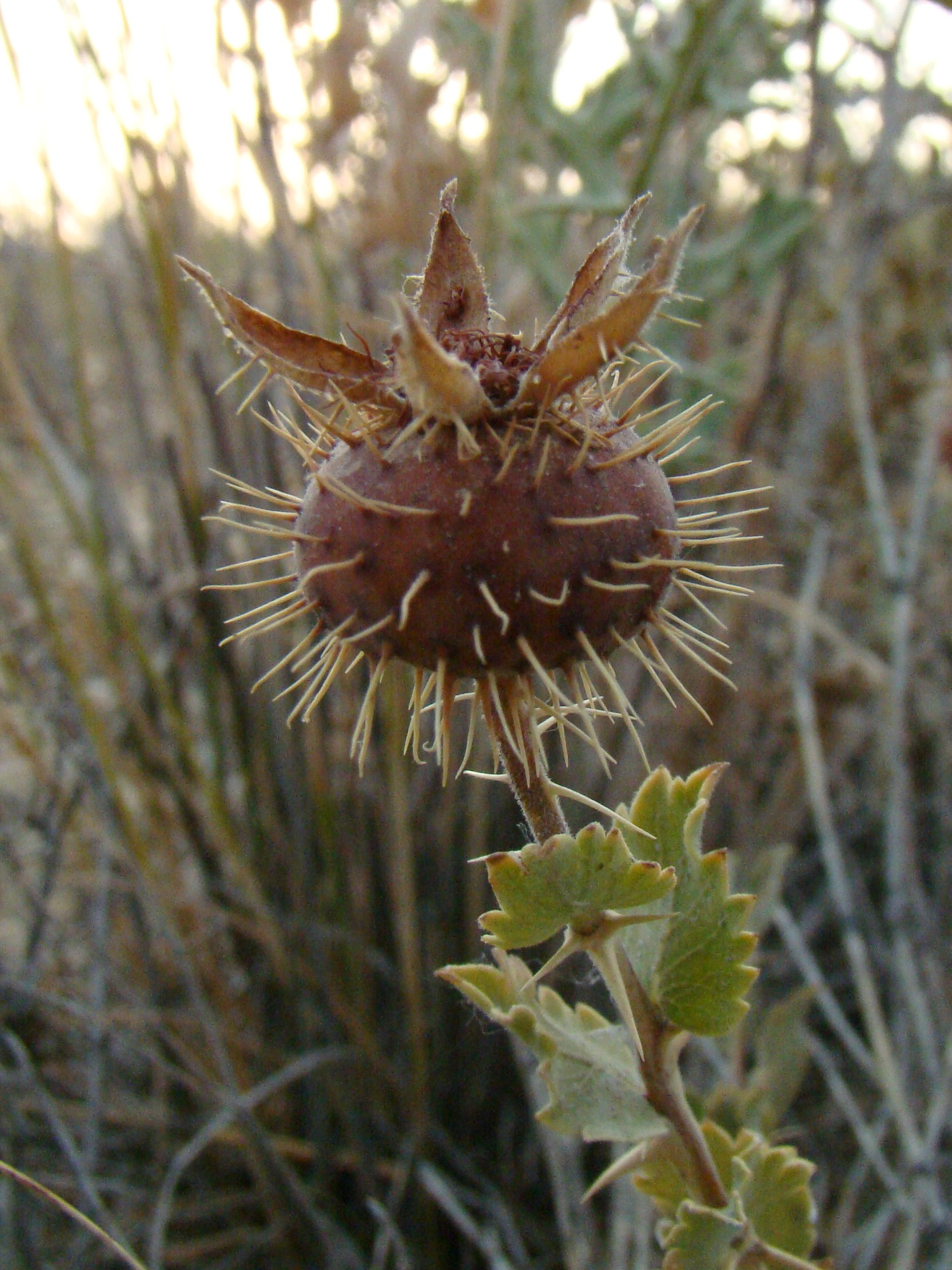
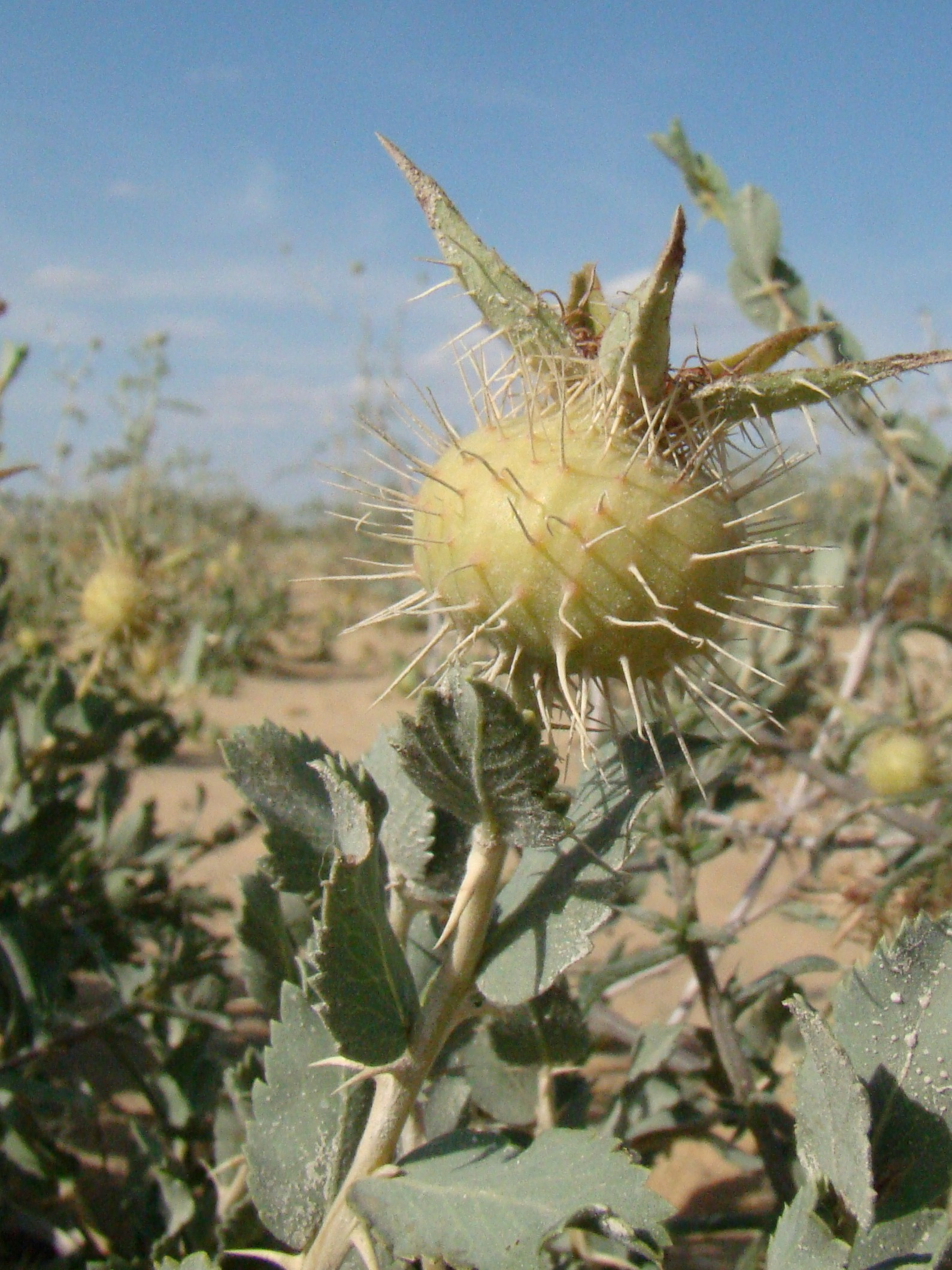
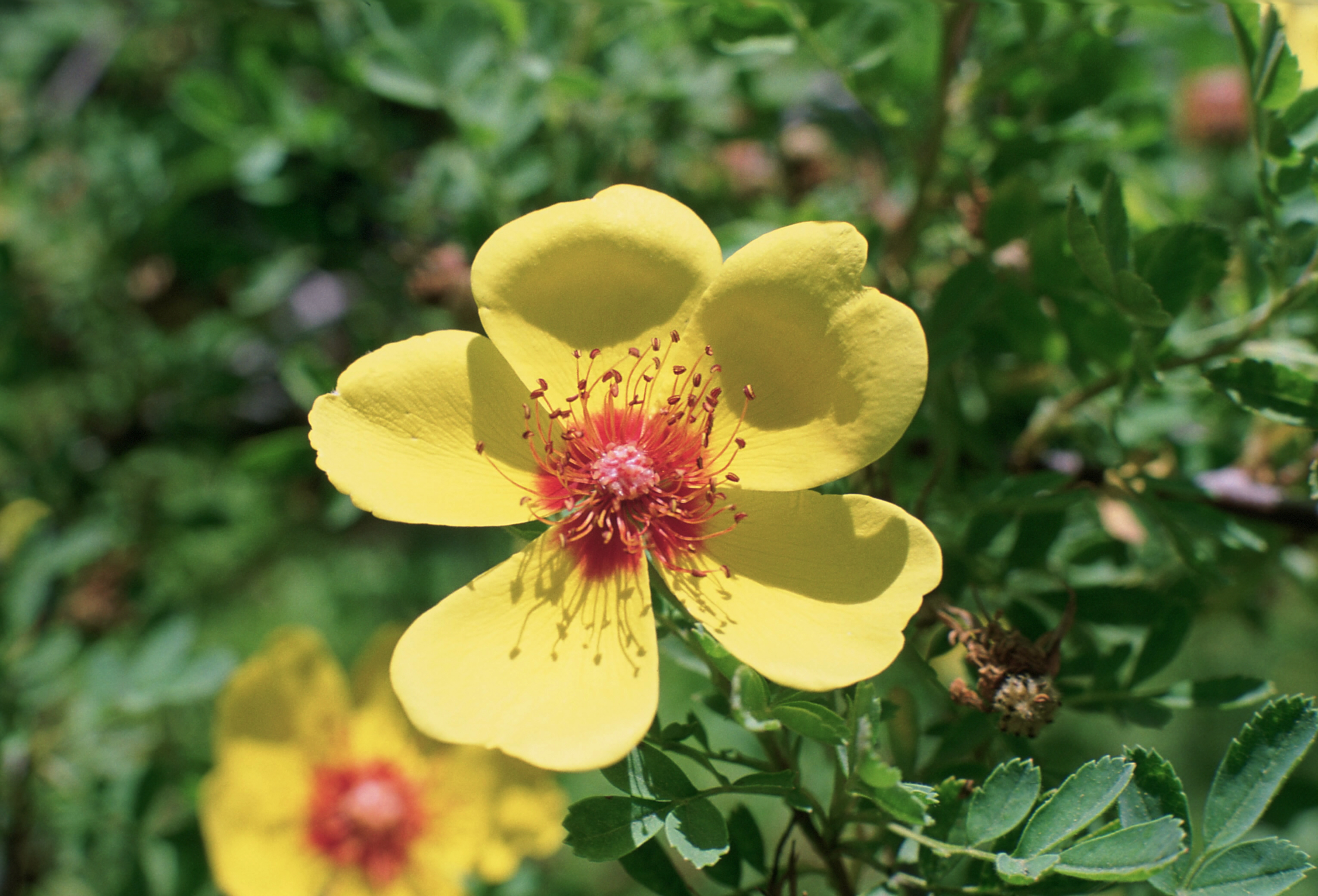